# Botosengon
Botosengon is een bestuurslaag in het regentschap Demak van de provincie Midden-Java, Indonesië. Botosengon telt 2408 inwoners (volkstelling 2010).